# Boucieu-le-Roi
Boucieu-le-Roi är en kommun i departementet Ardèche i regionen Auvergne-Rhône-Alpes i sydöstra Frankrike. Kommunen ligger  i kantonen Tournon-sur-Rhône som ligger i arrondissementet Tournon-sur-Rhône. År 2022 hade Boucieu-le-Roi 247 invånare.

## Befolkningsutveckling
Antalet invånare i kommunen Boucieu-le-Roi
Referens: INSEE